# کربوکسیلیک اسید

ساختار کربوکسیلیک اسید

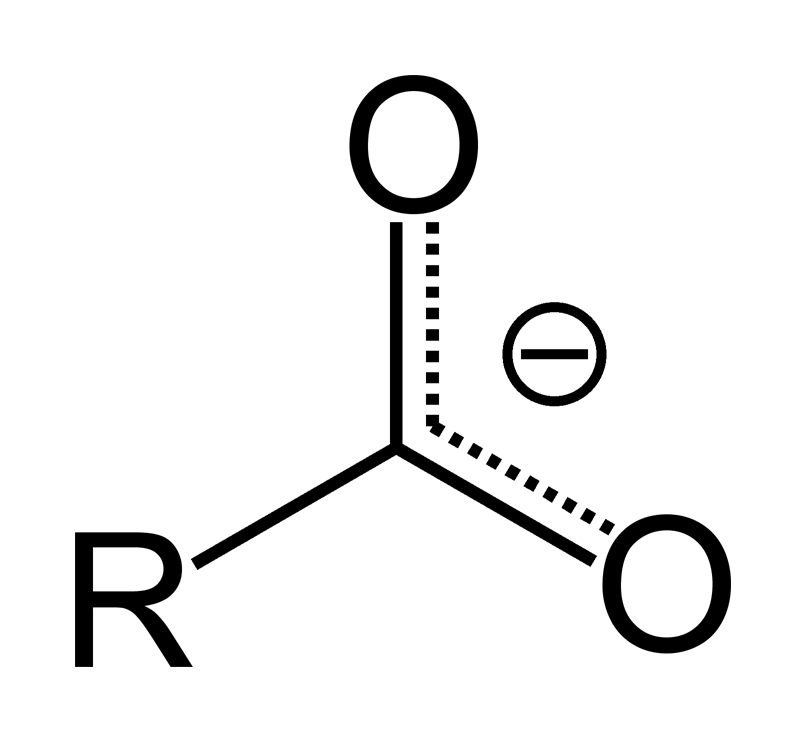
آنیون کربوکسیلات

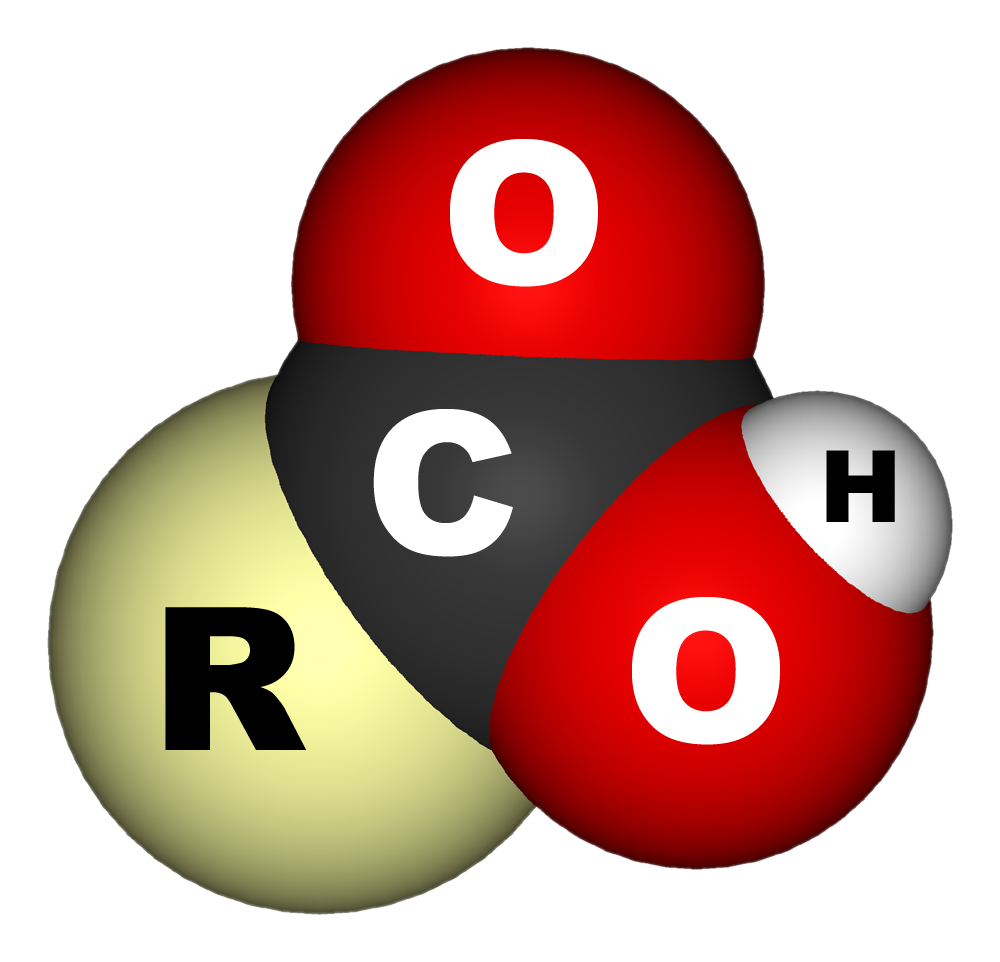
ساختار سه‌بعدی کربوکسیلیک اسید

کربوکسیلیک اسید یا اسید کربوکسیلیک، یک ترکیب آلی است که دارای گروه عاملی کربوکسیل (COOH) است. فرمول عمومی کربوکسیلیک اسید R–COOH است. R به  گروه آلکیل اشاره دارد. کربوکسیلیک اسید به‌طور گسترده رخ می‌دهد. آمینو اسید و استیک اسید دو مثال مهم از کربوکسیلیک اسیدها هستند. دپارتون شدن یک گروه عاملی کربوکسیل به آنیون کربوکسیلات می‌دهد. وقتی حاصل می‌شوند که یک گروه هیدروکسی به بنیان آسیل متصل گردد. گروه R می‌تواند آریل (ArCOOH) یا آلکیل (RCOOH) باشد. گروه‌های متصل شده به بنیان کربوکسیل خواص گروه کربوکسیل را تغییر نمی‌دهد. کربوکسیلیک اسیدها اسید‌های ضعیفی هستند و بر اثر حل شدن در آب تعدادی از مولکولهای آن‌ها پروتون اسیدی خود را به مولکول‌های آب می‌دهند و به سرعت به حالت تعادل می‌رسند.
اسید فرمیک (جوهر مورچه) یا متانوئیک اسید (HCOOH)، ساده‌ترین عضو گروه اسیدهای کربوکسیلیک است در طبیعت در نیش حشراتی مانند مورچه و زنبور یافت می‌شود. همچنین ترکیب عمده، ماده گزش‌زا در برگ گزنه است. ریشه لغوی اسید فرمیک از نام لاتینی مورچه (Formica) گرفته شده‌است زیرا این ترکیب اولین بار از تقطیر تخریبی مورچه به‌دست آمد. اسید فرمیک بیشتر به عنوان نگهدارنده (جلوگیری از فاسد شدن) و آنتی باکتریال در غذای دام استفاده می‌شود. پاشیدن مقداری از آن روی علف تازه خشک شده از فساد و پوسیدگی آن جلوگیری کرده و مواد مغذی آن را تا حد بالایی حفظ می‌کند. برای جلوگیری از فساد غذای زمستانی دام‌ها در مجتمع‌های بزرگ دامداری از این ماده استفاده می‌شود.
اسید استیک یا جوهر انگور جز اسیدهای کربوکسیلیک است و در نامگذاری آیوپاک به اتانوئیک اسید معروف است و فرمول آنCH3COOH است. استیک اسید به‌طور طبیعی از میوه‌ها و برخی مواد غذایی فاسد شده از فرایند تخمیر تولید می‌شوند و از قدیمی‌ترین ترکیب‌های شیمیایی شناخته شده توسط انسان می‌باشد. استیک اسید به صورت سرکه به عنوان چاشنی غذا و تهیه انواع ترشی استفاده می‌شود. اسید استیک رقیق به عنوان افشانه برای از بین بردن قارچ‌های گیاهان استفاده می‌شود. اسید استیک گلاسیال (غلیظ) در صنایع شیمیایی در تولید فیلم عکاسی، تولید پلاستیک پلی‌اتیلن تری‌فتالات (PET) استفاده می‌شود. همچنین به عنوان ماده واسطه در تولید استات وینیل که ترکیب مهمی در تولید چسب و رنگ است، کاربرد دارد.
گونه دیگری از اسیدهای کربوکسیلیک، اسیدهای چرب هستند که دارای زنجیره بلند و خطی آلیفاتیک می‌باشند. این زنجیره می‌تواند اشباع یا غیراشباع باشد. اسید چرب می‌تواند به کوتاهی اسید بوتیریک (با ۴ کربن) بوده در حالی که اسیدهای چربی که از چربیها و روغن‌های طبیعی ساخته می‌شوند حداقل دارای ۸ کربن می‌باشند مثل اسید کاپریلیک. بوتیریک اسید باعث بوی خاص کره نیز می‌شود (در لاتین butyrum به معنی کره است)، کاپریلیک و کاپریک اسید در چربی بز یافت می‌شوند (در لاتین caper به معنای بز است).
در صنعت اسیدهای چرب از آبکافت اتصالات استری موجود در چربی‌ها یا روغن‌های طبیعی (که هر دو تریگلیسیرید هستند) و حذف گلیسرول از آن‌ها به‌دست می‌آیند. این گروه هرچه باشد، آلیفاتیک یا آروماتیک، اشباع شده یا اشباع نشده، استخلاف شده یا استخلاف نشده، خواص گروه کربوکسیل اساساً یکسان خواهد بود.
کربوکسیلیک اسیدهای سبک (حداکثر تا چهار اتم کربن)به خوبی در آب حل می‌شود ولی با افزایش طول زنجیره کربنی از انحلال پذیری آن‌ها در آب کم می‌شودبه‌طوری‌که بسیاری از آن‌ها در عمل در آب نا محلولند. کربوکسیلیک اسیدها اسیدهای ضعیفی هستند و بر اثر حل شدن در آب تعدادی از مولکول‌های آن‌ها پروتون اسیدی خود را به مولکول‌های آب می‌دهند و به سرعت به حالت تعادل می‌رسند.
این اسیدها یک، دو یا چند عاملی هستند که به اسیدهای آلی چند عاملی پلی الکترولیک می‌گویند.
| نام             | نام دیگر        | فرمول شیمیایی | pKa  |
| --------------- | --------------- | ------------- | ---- |
| فرمیک اسید      | جوهر مورچه      | HCO2H         | ۳٫۷۷ |
| اتانوییک اسید   | استیک اسید-سرکه | CH3COOH       | ۴٫۷۶ |
| پروپانوییک اسید | -               | C2H5COOH      |      |
| بوتانوییک اسید  | بوتریک اسید     | C3H7COOH      |      |
| دی‌اتانوییک اسید | اگزالیک اسید    | HO2CCO2H      | ۱٫۲۷ |
| سوکسینیک اسید   | -               |               |      |
| آبیتیک اسید     | -               |               |      |
| بنزوییک اسید    | -               | C6H5CO2H      |      |

## نام‌گذاری به روش کهن
در این روش از نامی که از دیر باز به کار می‌رفته بهره می‌جویند. مانند:استیک اسید. این روش با وجود شمار فراوان ترکیب‌های آلی کم کاربرد تر شده ولی هنوز در کاربردهای تجاری از همین روش بهره می‌گیرند.
در نامگذاری مصطلح از حروف یونانی آلفا (-α)، بتا (-β)، گاما (γ) برای مشخص کردن محل گروهای استخلافی استفاده می‌شود. برای نشان دادن محل اتصال از حروف یونانی و غیره، استفاده می‌شود.

## نام‌گذاری به روش آیوپاک
در نامگذاری آیوپاک، ابتدا بلندترین زنجیر را که شامل گروه کربوکسیل باشد مشخص می‌کنیم سپس، برای نام‌گذاری اسیدهای تک عاملی به آخر نام آلکان به جای (e) پسوند (اوئیک،oic) افزوده شده و سپس نام اسید آورده می‌شود (یعنی در نهایت به -oic acid تبدیل می‌شود). اگر زنجیر دارای پیوند دوگانه باشد، ذکر نوع ایزومر هندسی نیز لازم است. البته کاملاً مشخص است کربن کربوکسیل همیشه به عنوان کربن شماره یک در نظر گرفته می‌شود.
وقتی گروه کربوکسیل روی حلقه قرار گیرد، از پسوند کربوکسیلیک اسید استفاده می‌کنیم و به صورت سیکلوآلکان کربوکسیلیک اسید نامگذاری می‌کنیم.
اسیدهای آروماتیک (Ar-CO2H) به صورت مشتقی از بنزوئیک اسید نامگذاری می‌گردند.
اسیدهای کربوکسیلیک ممکن است یک، دو یا چند عاملی باشند. اسیدهای کربوکسیلیک دو عاملی به صورت «دی اوئیک اسید» نامگذاری می‌شوند.
نام نمک یک کربوکسیلیک اسید شامل نام کاتیون مانند سدیم، آمونیوم. غیره و به دنبال آن نام اسید است که در آن پسوند «اوئیک اسید» به «آت» تبدیل می‌شود.

## خصوصیات فیزیکی

پیوند هیدروژنی قوی بین دو مولکول کربوکسیلیک اسید که منجر به تشکیل دیمر شده است

همانطوری‌که از ساختمان کربوکسیلیک اسیدها انتظار می‌رود، اسیدهای کربوکسیلیک، مولکول‌های قطبی می‌باشند و می‌توانند مانند الکل‌ها و آمین‌ها، بین مولکول‌های خودشان یا با مولکول‌های قطبی دیگر پیوندهای هیدروژنی برقرار نمایند. نقطه جوش اسیدهای کربوکسیلیک حتی از الکل‌های هم‌کربن نیز بالاتر است. برای مثال، پروپیونیک اسید (نقطه جوش C o141) بیست درجه بالاتر از الکل با وزن مولکولی مشابهاش یعنی بوتیل الکل (نقطه جوش C o118) می‌جوشد. بالا بودن نقطه جوش اسید به پیوند هیدروژنی قوی و تشکیل دیمر اسید نسبت داده می‌شود که بدین ترتیب عملاً وزن مولکولی اسید دو برابر می‌شود. بالا بودن نقطه ذوب همه اسیدها در مقایسه با الکل‌ها نیز بدین گونه توجیه می‌شود. از طرف دیگر به دلیل وجود پیوندهای هیدروزنی، اسیدهای کربوکسیلیک آلیفاتیک انحلال‌پذیری مشابه با الکل‌ها از خود نشان می‌دهند. چهار عضو اول به‌خوبی در آب محلولند، اسید پنج کربنه، پنتانوئیک اسید (اسید والریک)، نیز تا حدودی در آب حل می‌شود ولی اسیدهای بالاتر کم محلول یا در حقیقت نامحلول می‌باشند. انحلال‌پذیری در آب بدون شک از پیوند هیدروژنی بین کربوکسیلیک اسید و آب سرچشمه می‌گیرد. تعداد اتم‌های کربن سادهترین اسید آروماتیک، بنزوئیک اسید، بیشتر از حدی است که بتواند انحلال‌پذیری قابل ملاحظهای را در آب از خود نشان دهد. با وجود این، اسیدهای کربوکسیلیک در حلال‌های غیرقطبی مثل اتر، بنزن و در حلال‌های با قطبیت کمتر مانند الکل نیز حل می‌شوند. اسیدهای کربوکسیلیک را می‌توان به دو بخش تقسیم کرد: ۱- بخش قطبی آن که شامل گروه عاملی کربوکسیلیک (CO2H) می‌شود و قسمت آب‌دوست مولکول محسوب می‌شود و ۲- بخش غیر قطبی که شامل گروه (R) می‌شود و قسمت آبگریز مولکول می‌باشد. هرچه R بزرگتر و پرشاخه تر باشد یا شامل گروه‌های آروماتیک گردد، حلالیت کمتر خواهد شد.

## خصلت اسیدی
اگر چه اسیدهای کربوکسیلیک در مقایسه با اسید معدنی مثل سولفوریک اسید (H2SO4) و هیدروکلریک اسید (HCl) یا اسید نیتریک (HNO3) بسیار ضعیف می‌باشند، ولی در هر صورت، در مقایسه با الکل‌ها، آب و آمونیاک از اسیدیته قوی‌تری برخوردارند. این ترکیب‌ها در محلول آبی به آنیون کربوکسیلات و پروتون یونیزه می‌شوند. با توجه به اینکه اسیدهای کربوکسیلیک جزء اسیدهای ضعیف طبقه‌بندی می‌شوند، تفکیک آن‌ها در آب به صورت تعادلی خواهد بود.
ka، ثابت اسیدی نامیده می‌شود. هر کربوکسیلیک اسیدی ka ویژه خودش را دارد، که نشاندهنده قدرت اسیدی یک ترکیب است. چون ثابت اسیدی نسبت ماده یونیزه شده به غیریونیزه شده‌است، هرچه ka بزرگتر باشد میزان یونش بیشتر و اسید قویتر می‌باشد؛ بنابراین از مقادیر ka برای مقایسه قدرت اسیدهای مختلف به‌طور دقیق استفاده می‌نماییم.
قدرت اسیدی اسیدهای آلی به ساختمان اسید و طبیعت عوامل و گروه‌های موجود در روی آلکیل یا آریل بستگی دارد. همان‌طور که در بالا نیز اشاره شده‌است، از مقایسه قدرت اسیدی الکل‌ها با اسیدهای کربوکسیلیک، پی به اختلاف قابل توجهی می‌بریم. علت اصلی این اختلاف پایداری آنیون حاصل در اثر رزونانس می‌باشد. این رزونانس در یون آلکوکسید (حاصل از الکل) وجود ندارد.
رزونانس آنیون حاصل از یونیزه شدن اسید کربوکسیلیک سطح انرژی پایینتر (پایداری بیشتری) نسبت به یون آلکوکسید دارد. در واقع برای کربوکسیلیک اسید دو ساختار رزنانسی منطقی وجود دارد که باعث پخش بار منفی بر روی هر دو کربن کربوکسیل می‌شود در صورتی که برای یون آلکوکسید حاصل از الکل چنین امکانی برای پخش بار منفی وجود ندارد.
بنابراین، خصلت اسیدی یک کربوکسیلیک اسید از پایدار شده رزنانسی شدید آنیون آن ناشی می‌شود. این پایدار شدن و خصلت اسیدی ناشی از آن، فقط به علت وجود گروه کربونیل امکانپذیر است.
هر عاملی که آنیون را بیشتر از خود اسید پایدار نماید قدرت اسیدی را افزایش می‌دهد و هر عاملی که آنیون را ناپایدارتر نماید، قدرت اسیدی را کاهش می‌دهد. در نتیجه، علاوه بر رزنانس هر عامل دیگری که باعث پایداری یون کربوکسیلات شود (بار منفی ایجاد شده را پایدار کند) قدرت اسیدی را افزایش خواهد داد. از آن جمله می‌توان به اثر گروه‌های الکترون کشنده اشاره کرد. با قرار گرفتن گروه‌های کشنده در ساختار مولکولی ترکیب، به علت جداشدن راحتتر پروتون و پایداری یون کربوکسیلات، قدرت اسیدی افزایش می‌یابد. استخلاف‌های الکترون کشنده سبب پخش بار منفی می‌گردند، آنیون را پایدار می‌نمایند و در نتیجه قدرت اسیدی را افزایش می‌دهند. محل قرارگیری گروه الکترون کشنده و تعداد گروه‌ها نیز در قدرت اسیدی مؤثر است. هر چه گروه الکترون کشنده به گروه کربونیل نزدیکتر باشد یا تعداد آن‌ها بیشتر، اثر القائی این گروه‌ها بهتر می‌توانند جدا شدن پروتون را تسهیل کنند و در نتیجه آن اسید قدرت بیشتری خواهد داشت (هرچه که گروه الکترون کشنده از –COOH دور شود، اثرش به سرعت کاهش می‌یابد). مشخصاً برخلاف گروه‌های الکترون کشنده، که باعث پایداری بار منفی بر روی گروه کربوکسیل می‌شوند، هر عاملی که باعث ناپایداری بار شود مانند گروه‌های الکترون دهنده (با القاء الکترون بر روی گروه کربوکسیل)، قدرت اسیدی کاهش می‌یابد.

## روش‌های تهیه اسیدهای کربوکسیلیک
همانند بسیاری دیگر از ترکیب‌های آلی معمولاً دو روش برای تهیه کربوکسیلیک اسیدها وجود دارد. یکی روش‌های صنعتی و دیگری روش‌های آزمایشگاهی. ابتدا به بررسی برخی روش‌های صنعتی تولید کربوکسیلیک اسیدها می‌پردازیم. برای تولید کربوکسیلیک اسیدها مانند اسید فرمیک و اسید استیک روش‌های صنعتی متنوعی وجود دارد. از واکنش مونواکسید کربن در حضور یک باز قوی مانند سدیم هیدروکسید، مشتقی از اسید فرمیک به نام متیل فرمات تولید می‌شود. این واکنش در فاز مایع در دمای ۱۵۰ درجه سانتیگراد و فشار atm) ۱۰۰) انجام می‌شود. از آبکافت (هیدرولیز) فرمات مطابق واکنش زیر، اسید فرمیک ایجاد می‌شود. برای تولید اسید استیک به روش صنعتی دو روش کلی وجود دارد:
۱- کربونیلاسیون متانول، که در این روش متانول با کربن مونوکسید در فشار (atm)۲۰۰ و حضور کاتالیزور فلزی مانند روتینیم، واکنش داده و اسید استیک تولید می‌کند. این روش از سال ۱۹۲۰ ابداع شده‌است و به دلیل ارزان بودن متانول، از لحاظ اقتصادی مقرون به صرفه‌است.
۲- اکسیداسیون بوتان، (در خانه) از حرارت دادن بوتان با اکسیژن هوا در حضور یون‌های فلزی منگنز، کبالت و کروم، پروکسید تولید می‌شود. پروکسید در اثر تجزیه اسید استیک ایجاد می‌کند.
مهم‌ترین کربوکسیلیک اسیدهای آروماتیک، یعنی بنزوئیک اسید و فتالیک اسید را از واکنش اکسایش آلکیل بنزن‌ها به دست می‌آورند. در این روش تولوئن و زایلن‌ها به راحتی از مشتقهای نفتی حاصل می‌گردد. در حضور اکسیژن هوا و کاتالیزور فلزی مانند پنتا اکسید وانادیوم، فرایند اکسایش رخ می‌دهد. در این روش همچنین می‌توان نفتالین را اکسید کرد و به ۱٬۲-بنزن دیکربوکسیلیک اسید (اورتو-فتالیک اسید) تبدیل کرد.

### واکنش دی‌اکسید کربن با ترکیب‌های آلی فلزی (معرف گرینیارد)
[null واکنشگرهای آلیفلزی مانند معرف گرینیارد، به کربندیاکسید که معمولاً در شکل جامد یعنی یخ خشک، به کار می‌رود، افزوده می‌شوند. در روش دیگری، گاز] CO2 از درون محلول اتری واکنشگر گرینیارد عبور داده می‌شود. در روش استفاده از CO2 جامد، یخ خشک نه تنها به عنوان واکنشگر بلکه به عنوان عامل سردکننده نیز عمل می‌نماید. این واکنش یک واکنش هسته دوستی است، درست مانند آنچه در آلدهیدها یا کتون‌ها رخ می‌دهد.
محصول اولیه اضافه شدن واکنشگر گرینیارد به دی اکسیدکربن، نمک منیزیم کربوکسیلیک اسید می‌باشد که به وسیله واکنش با آب و اسید، از آن کربوکسیلیک اسید آزاد رها می‌گردد. واکنشگر گرینیارد را می‌توان از هالیدهای نوع اول، نوع دوم، نوع سوم یا آروماتیک تهیه نمود و فقط حضور گروه‌های فعال دیگر در مولکول سبب محدودیت روش می‌شود. سنتز گرینیارد این مزیت ویژه را دارد که سبب افزایش طول زنجیر کربنه می‌گردد، در نتیجه دامنه مواد قابل استفاده را افزایش می‌دهد. در سری آلیفاتیک، واکنشگرهای گرینیارد از هالیدها ساخته می‌شود که آن‌ها نیز به نوبه خود غالباً از الکل‌ها تهیه می‌گردند.

### هیدرولیز نیتریل‌ها
روش دیگر برای تهیه اسیدهای کربوکسیلیک، هیدرولیز اسیدی نیتریل‌هاست. برای تولید ترکیب‌های نیتریلی نیز می‌توان از واکنش و کلئوفیل خوب سیانید با آلکیلهالیدهای نوع اول استفاده کرد (واکنش از نوع SN2 می‌باشد). این حقیقت که HCN اسید خیلی ضعیفی است به ما می‌گوید که یون سیانید بازی قوی (هسته دوست مناسب) می‌باشد. نیتریل حاصل سپس به وسیله جوشاندن در محلول قلیائی یا اسید معدنی در نهایت به کربوکسیلیک اسید هیدرولیز می‌شود. گرچه نیتریل‌ها گاهی سیانید یا ترکیب‌های سیانو نامیده می‌شوند، ولی عموماً نامشان را از اسیدهایی که در اثر هیدرولیز تولید می‌نمایند، می‌گیرند. این ترکیب‌ها با حذف پسوند «اوئیک اسید» از نام عمومی اسید و افزودن پسوند نیتریل (nitril) نامیده می‌شوند.

### اکسایش آلکیل بنزنها
اگرچه بنزن و آلکان‌ها نسبت به واکنشگرهای اکسنده (K2Cr2O7, KMnO4 و غیره) کاملاً واکنش ناپذیر می‌باشند، اما حلقه بنزن، این قابلیت را دارد که زنجیر جانبی آلیفاتیک خود را نسبت به اکسایش کاملاً حساس نماید. زنجیر جانبی تا آخرین کربن متصل به حلقه اکسایش می‌یابد و فقط گروه کربوکسیل (COOH-) باقی می‌ماند. برای این منظور عموماً پتاسیم پرمنگنات استفاده می‌شود، گرچه پتاسیم دی کرومات یا اسید نیتریک رقیق نیز می‌توانند به کار برده شوند. یکی از واکنش معروف در تهیه مشتقهای بنزوئیک اسیدها، واکنش نمک فنل با دی اکسیدکربن است که سبب جایگزینی گروه کربوکسیل (COOH) به جای هیدروژن حلقه می‌گردد و به واکنش کولبه معروف است. مهم‌ترین کاربرد آن در تبدیل خود فنل به ارتو–هیدروکسی بنزوئیک اسید است که به سالیسیلیک اسید (ماده اولیه در تهیه آسپیرین) معروف است.

## واکنش اسیدهای کربوکسیلیک
رفتار شیمیائی ویژه ترکیب‌های آلی از گروه‌های عاملی آن‌ها منشأ می‌شود و کربوکسیلیک اسیدها نیز از این قاعده مستثنی نیستند. در این ترکیب‌ها گروه عاملی آنها، یعنی کربوکسیل COOH تعیین‌کننده رفتار شیمیائی خواهد بود. این گروه عاملی از یک بخش کربونیلی (C=O) و بخش هیدروکسیل (OH) تشکیل شده‌است. همان طوری‌که خواهیم دید، این گروه OH است که در واقع در هر واکنشی مانند از دست دادن H+ یا جایگزینی به وسیله گروه‌های دیگر شرکت می‌کند اما فقط اثر گروه کربونیلی است که چنین واکنش‌هایی را ممکن می‌سازد. بقیه مولکول که ممکن است آلیفاتیک یا آروماتیک، اشباع شده یا اشباع نشده باشد، واکنش‌های مشخصه ساختمانش را متحمل می‌شود.

### واکنش با بازها و تولید نمک
همان‌طور که پیشتر نیز اشاره کردیم، بارزترین خاصیت کربوکسیلیک اسیدها همانی است که نامشان را از آن گرفتهاند: قدرت اسیدی. تمایل این اسیدها به از دست دادن پروتون (یک یون هیدروژن) طوری است که درمحلول آبی تعادلی قابل اندازه‌گیری بین اسید و یونهایش وجود دارد. اسیدهای آلی اگر چه همانند اسیدهای معدنی قوی نیستند اما در واکنش با بازهای قوی مثل سود (NaOH)، پروتون اسیدی خود را از دست می‌دهند و به نمک اسیدهای کربوکسیلیک تبدیل می‌شود.
ترکیب حاصل نمک اسید کربوکسیلیک می‌باشد و در آب محلول است. البته میزان انحلال تابعی از گروه R می‌باشد.
اسیدهای کربوکسیلیک که دارای زنجیره بلند و خطی آلیفاتیک می‌باشند (این زنجیره می‌تواند اشباع و غیر اشباع باشد) را اسید چرب می‌خوانند. اسید چرب می‌تواند به کوتاهی اسید بوتیریک (با ۴ کربن) بوده در حالی که اسیدهای چربی که از چربی‌ها و روغن‌های طبیعی ساخته می‌شوند حداقل دارای ۸ کربن می‌باشند مثل اسید کاپریلیک (C8H16O2). اسیدهای چرب به دو اسیدهای چرب اشباع شده و اشباع نشده تقسیم‌بندی می‌شوند: اشباع شده به اسیدهای چربی گفته می‌شود که پیوند دوگانه کربن کربن در آن‌ها وجود نداشته (به جز پیوند دوگانه موجود در اسید کربوکسیلیک)، مانند: اسید بوتیریک، اسید کاپریلیک. اسید اشباع نشده به اسیدهای چربی گفته می‌شود که پیوند دوگانه کربن کربن در آن‌ها وجود دارد (به جز پیوند دوگانه موجود در اسید کربوکسیلیک) مانند: آراکیدیک اسید، اولئیک. در صنعت، اسیدهای چرب از آبکافت اتصالات استری موجود در چربی‌ها یا روغن‌های طبیعی به‌دست می‌آیند. نمک‌های سدیم یا پتاسیم اسیدهای چرب (اسیدهای کربوکسیلیک با ۱۲تا ۱۸ کربن) را صابون می‌گویند. صابون (اکثر شوینده‌ها) وقتی در آب‌های حاوی یون‌های منیزیم، آهن یا کلسیم مورد استفاده قرار می‌گیرد، به خوبی کف نمی‌کنند. علت آن رسوب نمک‌های کم محلول این یونهاست. برای رفع این مشکل معمولاً در شوینده‌ها از ترکیب‌هایی استفاده می‌شود که با یون‌های مزاحم موجود در آبهی سنگین واکنش داده و رسوب می‌کنند.

### احیاء اسیدها
در بیشتر موارد اکسایش الکل و تبدیل آن به کربوکسیلیک اسید مربوط مطلوب و مورد نظر می‌باشد اما گاهی، به خصوص در مورد اسیدهای چرب که طول زنجیر بلند است، واکنش معکوس، یعنی کاهش کربوکسیلیک اسید به الکل، اهمیت می‌یابد. به وسیله احیاکننده‌های قوی مانند LiAlH4 و BH3 می‌توان اسیدهای کربوکسیلیک را به الکل‌های نوع اول کاهش داد. البته به دلیل گرانی و مقرون به صرفه نبودن معرف‌های کاهنده ذکر شده در بالا، این فرایندها بیشتر جنبه آزمایشگاهی داشته و کمتر در صنعت (تهیه داروها و هورمونها) کاربرد دارند.

### تهیه آسیل هالیدها
یکی از مهم‌ترین مشتقهای اسیدهای آلی، آسیلهالیدها هستند. این ترکیب‌ها واسطه‌های سنتزی کلیدی به‌شمار می‌روند زیرا از طریق آن‌ها می‌توان ترکیب‌های مختلفی به‌دست‌آورد. یک آسیلهالید از جایگزینی هالوژن با –OH یک کربوکسیلیک اسید به دست می‌آید. برای تهیه این ترکیب‌ها از تیونیل کلرید (SOCl2)، تریهالوفسفر (PBr3 , PCl3) یا پنتا هالو فسفر (PBr5 , PCl5) می‌توان سودجست. به دلیل محصول‌های گازی شکل (SO2 , HCl) که به راحتی از محیط واکنش جدا می‌گردند، استفاده از تیونیل کلرید، بسیار مناسب است.

### تهیه استرها
هنگامی که یک کربوکسیلیک اسید را با یک الکل در حضور مقدار کمی اسید معدنی، معمولاً اسید سولفوریک غلیظ یا هیدروژن کلرید خشک، حرارت دهیم، مستقیماً به یک استر تبدیل می‌گردد. واکنشی که یک الکل با کربوکسیلیک اسید تولید ترکیبی استر می‌کند، استری شدن می‌نامند. این واکنش برگشت‌پذیر می‌باشد و هنگامی که تعادل برقرار شود مقدار قابل ملاحظهای از مواد اولیه و محصولات حضور دارند. استرها ترکیبهایی با فرمول کلیR-CO-OH می‌باشند. استر، به معنی اتر- اسید است. استرها غالباً فرار و معطرند و بوی خوشایند بسیاری از گل‌ها و میوه‌ها، به‌علت وجود استر در آنهاست؛ مثلاً استات ایزوپنتیل، بوی موز و والرات ایزوپنتیل، بوی سیب دارد. همان‌طور که اشاره شد، از واکنش اسیدها با الکل‌ها و طی یک واکنش تعادلی، استرها تولید می‌شوند. همان کاتالیزوری که واکنش رفت استری شدن را کاتالیز می‌کند، یون هیدروژن لزوماً واکنش برگشت، هیدرولیز را نیز کاتالیز می‌نماید. این برگشت‌پذیری اشکالی در تهیه مستقیم یک استر از یک اسید می‌باشد. در این واکنش معمولاً از اسیدسولفوریک به عنوان کاتالیزور استفاده می‌شود. ثابت تعادل این واکنش بسیار کوچک است و برای پیشرفت واکنش باید به‌طور مداوم فراورده‌های واکنش یعنی آب و استر را از محیط خارج کرد تا واکنش در جهت رفت پیش رود. روش دیگر تهیه استرها با بازده بهتر، واکنش SN2 بین آنیون کربوکسیلات و یک آلکیل هالید نوع اول می‌باشد. یکی دیگر از روش‌های تولید استرها با بازده بالا، استفاده از آسیلهالیدها در واکنش با الکلهاست. واکنش بر روی الکل با ممانعت کمتر اولویت دارد. از یک باز ضعیف (مانند تریاتیل آمین یا پیریدین) برای جذب اسید حاصل در واکنش استفاده می‌شود.

### تبدیل به آمیدها
تهیه آمیدها از واکنش مستقیم اسید و آمونیاک یا آمین‌های نوع اول یا دوم مشکل است. برای به دست آوردن محصول با راندمان بیشتر از واکنش آسیلهالیدها و آمونیاک یا آمین‌ها استفاده می‌شود. واکنش کلی به صورت زیر خواهد بود. در این واکنش ابتدا از واکنش اسید و آمین نمک تولید می‌گردد و سپس در اثر حرارت به آمید تبدیل می‌گردد. آمیدها پایدارترین نوع از گروه عاملی کربونیل هستند. آمیدها از لحاظ دارویی اهمیت زیادی دارند و در پنی‌سیلین که آنتی‌بیوتیک مهمی می‌باشد نیز یافت می‌شوند.

### هالوژن دار شدن کربوکسیلیک اسید
قسمت هیدروکربنی یک کربوکسیلیک اسید آلیفاتیک، می‌تواند هالوژن دار شدن رادیکال آزاد را که از مشخصات آلکان‌ها است انجام دهد، اما این واکنش گزینش‌پذیری بسیار کمی دارد. با این حال، حضور مقدار کمی فسفر سبب می‌شود هالوژن دار شدن منحصراً در موقعیت آلفا (به وسیله یک مکانیسم یونی) اتفاق افتد. این واکنش به عنوان واکنش هل–ولهارد–زلینسکی شناخته شده و اهمیت زیادی در سنتز دارد. نقش فسفر این است که نهایتاً کمی از اسید به اسید هالید است. در این فرم، هر مولکول اسید دیر یا زود متحمل هالوژن دار شدن α می‌شود.

## کاربردها
- اسیدهای آلی مادهٔ بسیار برجسته و ارزشمند در بدن جانوران است.
- چربی‌ها خود گونه‌ای از کربوکسیلیک اسیدها هستند.
- در بسیاری از خوراکی‌ها ترش مزه اسید آلی می‌باشد و همچنین سرکه، آبلیمو و آبغوره کربوکسیلیک اسید هستند.
- پروتئین‌ها گونه‌ای از اسید آلی هستند که آمین اسید(اسید آمینه) گفته می‌شوند.
- فرآوری استر که از واکنش اسید آلی با الکل به دست می‌آید.
- ساخت شوینده مانند صابون.